# 罗斯威尔帕克纪念研究所培养基
RPMI培养基(罗斯威尔帕克纪念研究所培养基)，是一种用于细胞培养和组织培养的培养基。含有大量的磷酸盐。其通常被用于人类淋巴细胞的无血清培养，且规定在5%CO2气体氛围下使用。
由于RPMI-1640培养基中含有碳酸氢钠，其pH=8，这一特点区别于其他哺乳动物细胞培养基。
RPMI系列有许多相似的培养基，其中包括RPMI-1640.
RPMI-1640培养基的成分为：
- 无机盐（氯化钠、氯化钾）
- 氨基酸（精氨酸、天冬酰胺、天冬氨酸、胱氨酸、谷氨酸、谷氨酰胺、甘氨酸、组氨酸、羟脯氨酸、异亮氨酸、亮氨酸、苯丙氨酸、丝氨酸、脯氨酸、苏氨酸、色氨酸、酪氨酸和缬氨酸）
- 维生素（叶酸、生物素和肌醇）
- 葡萄糖